# Kagor

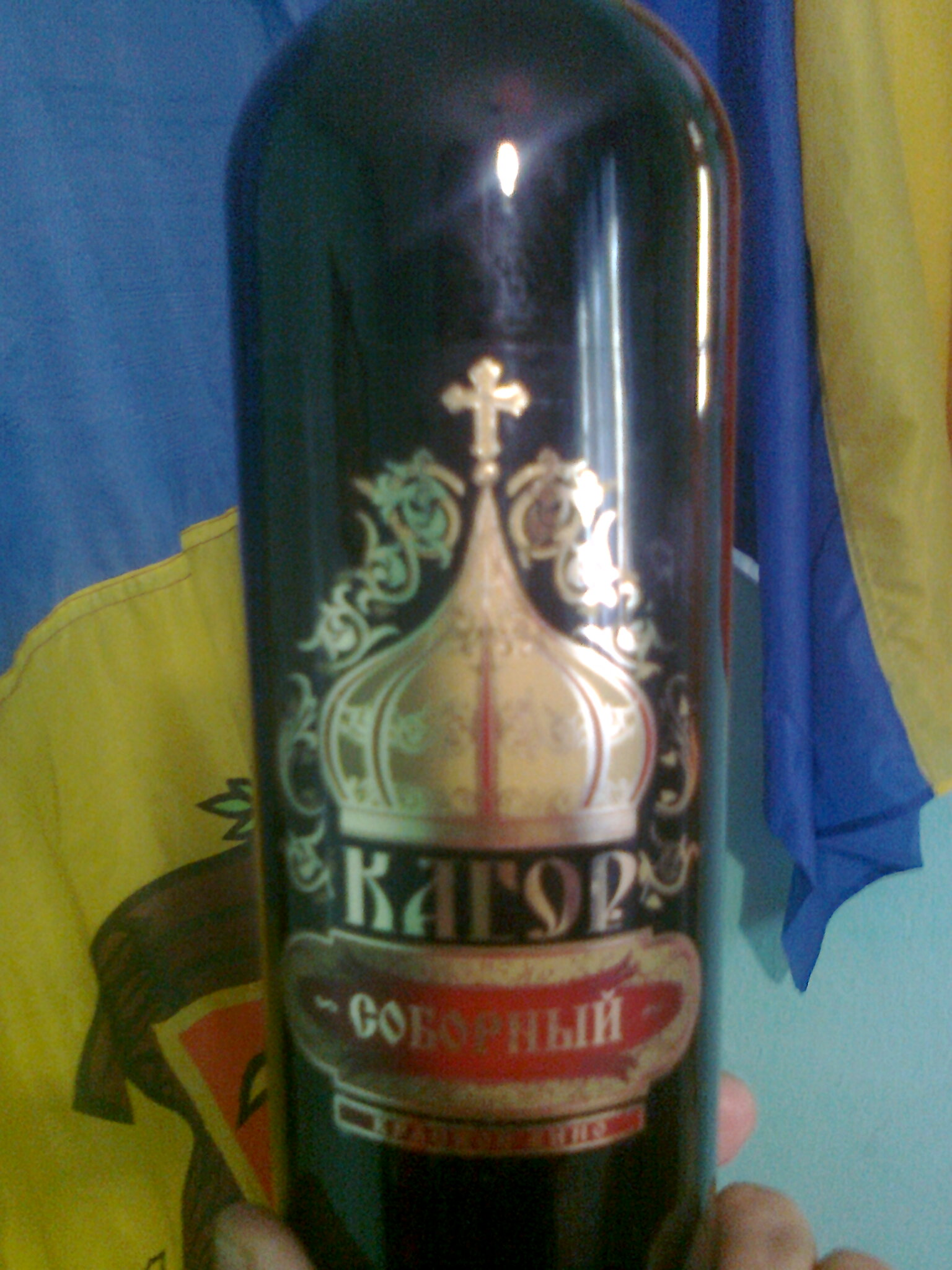

Kagor (Кагор) - vin moldovenesc obținut din struguri copți în exces din vița de vie Cabernet Sauvignon.  Strugurii din acest soi sunt lăsați să se coacă bine și conțin cantități mari de glucoză.
Kagor este originar din Franța. Numele său derivă din numele orașului francez Cahors, unde vinuri similare erau cultivate încă din secolul al XIII-lea. A fost adus în Rusia de țarul Petru cel Mare în 1700 și este acum cultivat în multe țări din fosta Uniune Sovietică, mai ales în Rusia, R. Moldova, precum și Ucraina. În prezent, este livrat Kagor și către Curtea Regală Britanică.